# Johann Hieronymus Steffan von Cronstetten
Johann Hieronymus Steffan von Cronstetten (* 16. Juni 1614 in Frankfurt am Main; † 18. April 1674 ebenda) war ein Frankfurter Jurist und Politiker aus der Adelsfamilie Steffan von Cronstetten.
Steffan von Cronstetten war der Sohn des Schultheißen Hieronymus Steffan von Cronstetten und dessen Ehefrau, einer geborene zur Jungen. Seit 1462 gehörte die Familie der Adelsgesellschaft Alten Limpurg an. 1641 heiratete er Anna Margaretha von Kröcher geborene von Holzhausen. Sein Sohn Matthias Carl Steffan von Cronstetten (1645–1717) wurde ebenfalls Ratsherr in Frankfurt am Main.
Steffan von Cronstetten studierte ab dem 17. Juni 1631 an der Universität Marburg und ab dem 24. April 1635 an der Universität Straßburg Rechtswissenschaften. Eventuell hat er auch an der Universität Gießen studiert. Nach dem Studium unternahm er eine Reise nach Lothringen und Paris. In Frankreich wurde er verhaftet und 1637 freigelassen. 1638 folgten Studienreisen in Deutschland, Österreich und Italien. Danach ließ er sich in Frankfurt nieder.
1654 wurde er Mitglied im Rat der Reichsstadt Frankfurt. 1664 war er Jüngerer Bürgermeister. Im Jahr 1665 stieg er zum Schöff auf und war 1671 Älterer Bürgermeister.
Nach seiner Familie ist die Cronstettenstraße im Frankfurter Nordend benannt (siehe die Liste der Straßennamen von Frankfurt am Main/C).